# 시스템 아키텍처 에볼루션
시스템 아키텍처 에볼루션(System Architecture Evolution, SAE)는 3GPP EPC망 내에서 호처리 기능을 수행하는 네트워크 구성요소이다. SAE의 대표적인 기능은 다음과 같다.
- NAS 관련 메시지 교환
- 페이징(paging), Tracking Area list 관리, 핸드오버와 같은 단말의 이동성 관리
- P-GW, S-GW의 선택
- MME가 바뀌는 핸드오버 시 MME의 선택
- 2G 또는 3G망으로의 핸드오버 시 SGSN의 선택
- 인증 및 인가 (Authentication & Authorization)

SAE는 eNB, S-GW, HSS와 같은 네트워크 구성요소와 연동하며, Diameter, S1-AP, GTP등의 프로토콜을 사용한다.

## SAE의 구조

EPC의 노드와 인터페이스

SAE는 플랫, 올-IP 아키텍처로서, 컨트롤 플레인과 사용자 플레인 트래픽이 구분되어 있다.
SAE아키텍처의 주 구성 요소는 EPC(진화된 패킷 코어/진화된 패킷 핵심망, Evolved Packet Core), 즉 SAE 코어이다.
EPC의 하위 구성 요소는 다음과 같다:
- MME (Mobility Management Entity)
- SGW (Serving Gateway)
- PGW (PDN Gateway)
- HSS (Home Subscriber Server)
- ANDSF (Access Network Discovery and Selection Function)
- ePDG (Evolved Packet Data Gateway)

## NAS(Non Access Stratum) 프로토콜

### EMM
진화된 패킷 시스템(EPS, Evolved Packet System) 모빌리티 매니지먼트(EMM, EPS Mobility Management) 프로토콜은 UE(사용자 장비)가 E-UTRAN(Evolved UMTS Terrestrial Radio Access Network)을 사용할 때 모빌리티 통제를 위한 절차를 제공한다. NAS 프로토콜의 보안 통제도 제공한다.
EMM은 다음과 같은 절차를 수행한다:
- EMM 공통 절차(EMM common procedures): NAS 신호 연결이 존재하는 동안 무조건 초기화할 수 있다.
- EMM 특정 절차(EMM specific procedures): UE에 국한된다.
- EMM 연결 관리 절차(EMM connection management procedures): UE의 네트워크 연결을 관리한다.

### ESM
ESM(EPS Session Management)은 EPS 베어러(bearer) 컨텍스트를 관리하기 위한 절차를 제공한다.
ESM 절차의 종류는 다음과 같다:
- ESM 베어러 컨텍스트 절차(EPS bearer contexts procedures)
- 트랜잭션 관련 절차(Transaction related procedures)

## 같이 보기
- LTE (전기통신)
- IP 멀티미디어 서브시스템

## 참고 문헌
- LTE White Paper: “Long Term Evolution (LTE):A Technical Overview”. Motorola. 2016년 3월 5일에 원본 문서에서 보존된 문서. 2019년 10월 29일에 확인함.
- Strategic White Paper: “Introduction to Evolved Packet Core” (PDF). Alcatel-Lucent. 2012년 5월 26일에 원본 문서 (PDF)에서 보존된 문서.
- Technical White Paper: “Evolved Packet Core solution: Innovation in LTE core” (PDF). Alcatel-Lucent. 2012년 5월 26일에 원본 문서 (PDF)에서 보존된 문서.
- 3GPP TS 32.240: Telecommunication management; Charging management; Charging architecture and principles. portal.3gpp.org.